# Élections législatives de 1898 dans la Somme
Les élections législatives françaises de 1898 se déroulent les 8 et 22 mai 1898. Dans le département de la Somme, neuf députés sont à élire dans le cadre de neuf circonscriptions.

## Contexte

### Députés sortants
|   | Circonscription | Nom              |  | Parti       | Groupe                       |
| - | --------------- | ---------------- |  | ----------- | ---------------------------- |
| 1 | 1re d'Abbeville | Émile Coache     |  | Républicain | Non-inscrit                  |
| 2 | 2e d'Abbeville  | Ernest Gellé     |  | Républicain | Républicains de gouvernement |
| 3 | 1re d'Amiens    | Alphonse Fiquet  |  | Radical     | Gauche progressiste          |
| 4 | 2e d'Amiens     | Fernand Lévecque |  | Radical     | Gauche progressiste          |
| 5 | Doullens        | Charles Saint    |  | Républicain | Républicains de gouvernement |
| 6 | Montdidier      | Henri Hennard    |  | Radical     | Gauche progressiste          |
| 7 | 1re de Péronne  | Gustave Trannoy  |  | Républicain | Républicains de gouvernement |
| 8 | 2e de Péronne   | Eugène François  |  | Républicain | Républicains de gouvernement |

## Résultats

### Résultats au niveau départemental
| Parti    | Parti                                              | Premier tour | Premier tour | Second tour | Second tour | Sièges |
| Parti    | Parti                                              | Voix         | %            | Voix        | %           | Sièges |
| -------- | -------------------------------------------------- | ------------ | ------------ | ----------- | ----------- | ------ |
|          | Républicains modérés                               | 64 890       | 53,18        | 14 228      | 50,21       | 7      |
|          | Républicains radicaux                              | 27 933       | 22,89        |             |             | 1      |
|          | Conservateurs (Monarchistes - Droite républicaine) | 9 412        | 7,71         | 9 192       | 32,43       | 0      |
|          | Radicaux-socialistes                               | 8 121        | 6,66         |             |             | 1      |
|          | Socialistes                                        | 7 939        | 6,51         | 4 920       | 17,36       | 0      |
|          | Antisémites                                        | 428          | 0,35         |             |             | 0      |
|          |                                                    |              |              |             |             |        |
| Exprimés | Exprimés                                           | 122 023      |              | 28 340      |             | 8      |

## Résultats par arrondissement

### Arrondissement d'Abbeville

#### 1recirconscription
Député sortant : Émile Coache (Républicain)
| Candidat | Candidat       | Parti       | Premier tour | Premier tour |
| Candidat | Candidat       | Parti       | Voix         | %            |
| -------- | -------------- | ----------- | ------------ | ------------ |
|          | Émile Coache * | Républicain | 12 730       | 100,00       |
|          |                |             |              |              |
| Exprimés | Exprimés       | Exprimés    | 12 730       |              |

Député élu : Émile Coache (Républicain)

#### 2ecirconscription
Député sortant : Ernest Gellé (Républicain)
| Candidat | Candidat       | Parti       | Premier tour | Premier tour |
| Candidat | Candidat       | Parti       | Voix         | %            |
| -------- | -------------- | ----------- | ------------ | ------------ |
|          | Ernest Gellé * | Républicain | 10 560       | 73,60        |
|          | René Langlois  | Radical     | 3 787        | 26,40        |
|          |                |             |              |              |
| Exprimés | Exprimés       | Exprimés    | 14 347       |              |

Député élu : Ernest Gellé (Républicain)

### Arrondissement d'Amiens

#### 1recirconscription
Député sortant : Alphonse Fiquet (Radical)
| Candidat | Candidat            | Parti       | Premier tour | Premier tour |
| Candidat | Candidat            | Parti       | Voix         | %            |
| -------- | ------------------- | ----------- | ------------ | ------------ |
|          | Alphonse Fiquet *   | Radical     | 11 258       | 64,63        |
|          | Alexandre Levasseur | Républicain | 4 491        | 25,74        |
|          | Octave Faglin       | Monarchiste | 1 696        | 9,72         |
|          |                     |             |              |              |
| Exprimés | Exprimés            | Exprimés    | 17 445       |              |

Député élu : Alphonse Fiquet (Radical)

#### 2ecirconscription
Député sortant : Fernand Lévecque (Radical)
| Candidat | Candidat            | Parti       | Premier tour | Premier tour | Deuxième tour | Deuxième tour |
| Candidat | Candidat            | Parti       | Voix         | %            | Voix          | %             |
| -------- | ------------------- | ----------- | ------------ | ------------ | ------------- | ------------- |
|          | Ernest Cauvin       | Républicain | 4 556        | 35,76        | 6 464         | 46,78         |
|          | Geoffroy Drouart    | POF         | 4 237        | 33,25        | 4 920         | 35,61         |
|          | M. Jourdain-Clabaut | Droite      | 3 948        | 30,99        | 2 433         | 17,61         |
|          |                     |             |              |              |               |               |
| Exprimés | Exprimés            | Exprimés    | 12 741       |              | 13 817        |               |

Député élu : Ernest Cauvin (Républicain)

#### 3ecirconscription
Député sortant : Nouvelle circonscription
| Candidat | Candidat                   | Parti       | Premier tour | Premier tour | Deuxième tour | Deuxième tour |
| Candidat | Candidat                   | Parti       | Voix         | %            | Voix          | %             |
| -------- | -------------------------- | ----------- | ------------ | ------------ | ------------- | ------------- |
|          | Amédée Olive               | Républicain | 6 462        | 45,29        | 7 764         | 53,46         |
|          | Louis Beaucamp             | Radical     | 4 044        | 28,34        | Retrait       | Retrait       |
|          | Vicomte Jean de Forceville | Monarchiste | 3 762        | 26,37        | 6 759         | 46,54         |
|          |                            |             |              |              |               |               |
| Exprimés | Exprimés                   | Exprimés    | 14 268       |              | 14 523        |               |

Député élu : Amédée Olive (Républicain)

### Arrondissement de Doullens
Député sortant : Charles Saint (Modéré)
| Candidat | Candidat      | Parti       | Premier tour | Premier tour |
| Candidat | Candidat      | Parti       | Voix         | %            |
| -------- | ------------- | ----------- | ------------ | ------------ |
|          | Charles Saint | Républicain | 8 374        | 100,00       |
|          |               |             |              |              |
| Exprimés | Exprimés      | Exprimés    | 8 374        |              |

Député élu : Charles Saint (Républicain)

### Arrondissement de Montdidier
Député sortant : Henri Hennard (Radical)
| Candidat | Candidat              | Parti        | Premier tour | Premier tour |
| Candidat | Candidat              | Parti        | Voix         | %            |
| -------- | --------------------- | ------------ | ------------ | ------------ |
|          | Louis-Lucien Klotz    | Rad-soc.     | 8 121        | 50,70        |
|          | Gustave-Louis Jametel | Républicain  | 4 746        | 29,63        |
|          | Henri Hennard *       | Radical      | 2 718        | 16,97        |
|          | Albert Monniot        | Antisémite   | 428          | 2,67         |
|          | Charles Mongrenier    | Conservateur | 6            | 0,03         |
|          |                       |              |              |              |
| Exprimés | Exprimés              | Exprimés     | 16 019       |              |

Député élu : Louis-Lucien Klotz (Radical-socialiste)

### Arrondissement de Péronne

#### 1recirconscription
Député sortant : Gustave Trannoy (Républicain)
| Candidat | Candidat          | Parti       | Premier tour | Premier tour |
| Candidat | Candidat          | Parti       | Voix         | %            |
| -------- | ----------------- | ----------- | ------------ | ------------ |
|          | Gustave Trannoy * | Républicain | 6 179        | 67,51        |
|          | Lucien Nattier    | Radical     | 4 561        | 32,49        |
|          |                   |             |              |              |
| Exprimés | Exprimés          | Exprimés    | 14 040       |              |

Député élu : Gustave Trannoy (Républicain)

#### 2ecirconscription
Député sortant : Eugène François (Républicain)
| Candidat | Candidat          | Parti       | Premier tour | Premier tour |
| Candidat | Candidat          | Parti       | Voix         | %            |
| -------- | ----------------- | ----------- | ------------ | ------------ |
|          | Eugène François * | Républicain | 6 792        | 56,32        |
|          | Numa Hennequez    | Socialiste  | 3 702        | 30,70        |
|          | Fernand Siomboing | Radical     | 1 565        | 12,98        |
|          |                   |             |              |              |
| Exprimés | Exprimés          | Exprimés    | 12 059       |              |

Député élu : Eugène François (Républicain)

### Élus
|   | Circonscription | Nom                |  | Parti       | Groupe                     |
| - | --------------- | ------------------ |  | ----------- | -------------------------- |
| 1 | 1re d'Abbeville | Émile Coache       |  | Républicain | Non-inscrit                |
| 2 | 2e d'Abbeville  | Ernest Gellé       |  | Républicain | Républicains progressistes |
| 3 | 1re d'Amiens    | Alphonse Fiquet    |  | Radical     | Gauche démocratique        |
| 4 | 2e d'Amiens     | Ernest Cauvin      |  | Républicain | Gauche démocratique        |
| 5 | 3e d'Amiens     | Amédée Olive       |  | Républicain | Union progressiste         |
| 6 | Doullens        | Charles Saint      |  | Républicain | Républicains progressistes |
| 7 | Montdidier      | Louis-Lucien Klotz |  | Rad-soc.    | Radical-socialiste         |
| 8 | 1re de Péronne  | Gustave Trannoy    |  | Républicain | Républicains progressistes |
| 9 | 2e de Péronne   | Eugène François    |  | Républicain | Républicains progressistes |